# Kimya Gökçe Aytaç
Kimya Gökçe Aytaç (* 25. Januar 1990 in Istanbul) ist eine türkische Schauspielerin.

## Leben und Karriere
Kimya Gökçe Aytaç wurde am 25. Januar 1990 in Istanbul geboren. Schon in ihre Kindheit interessierte sie sich für die Schauspielerei. Sie studierte an der Kocaeli Üniversitesi. Ihr Debüt gab sie 2009 in der Fernsehserie Arka Sokaklar. Anschließend war Aytaç 2012 in der Serie Böyle Bitmesin zu sehen. 2013 trat sie in der Serie 20 Dakika auf.
Unter anderem bekam sie 2015 eine Rolle in Zeyrek ile Çeyrek. Zwischen 2018 und 2019 wurde Aytaç für die Serie Erkenci Kuş gecastet. Außerdem spielte sie 2020 in Bay Yanlış eine Nebenrolle.

## Filmografie (Auswahl)
Filme
- 2017: Vezir Parmaği
- 2018: İcimdeki Hazine
- 2021: Kovala
- 2022: Bu Bir Baslangiç

Serien
- 2009: Arka Sokaklar
- 2012: Böyle Bitmesin
- 2013: 20 Dakika
- 2016: Rüzgarın Kalbı
- 2016: Aşk Laftan Anlamaz
- 2017: İki Yalancı
- 2017–2018: Ufak Tefek Cinayetler
- 2017–2020: Kadın
- 2019: Afili Aşk
- 2020: Bay Yanlış
- 2021: Masumiyet
- 2022: Senden Daha Güzel